# Adriano Alberto
Alberto Adriano, né en 1960 et mort le 14 juin 2000 à Dessau en ex-Allemagne de l'Est (RDA), est un charcutier allemand d'origine mozambicaine et victime mortelle de la violence néo-nazie de l'extrême droite radicale en Allemagne.

## Biographie
Adriano est arrivé en Allemagne de l'Est (RDA) en 1980 avec un contrat de travailleur immigré en poche. En RDA, il pourvoyait aux besoins financiers de sa famille nombreuse restée au Mozambique par l'envoi régulier d'argent. En effet, il était marié depuis 1980 en Mozambique, union de laquelle seront issus trois enfants (de cinq mois à huit ans).
Pendant les quatre années précédant son assassinat, Adriano avait mis suffisamment d'argent de côté afin de pouvoir enfin rendre visite à sa famille restée au pays natal. Le voyage prévu le 3 juillet 2000 n'aura jamais lieu.
En effet, dans la nuit du 10 au 11 juin 2000, il est la victime de trois néo-nazis issus du quartier de Wolfen près de Dessau, en état d'ébriété, qui le molestent. Trois jours plus tard, Adriano meurt à l'hôpital des suites de ses blessures.

## Suites
Cinq jours après le décès d'Alberto Adriano, 2 000 personnes, dont des officiels de la ville de Dessau, de l'État de Saxe-Anhalt ainsi que du gouvernement fédéral, défilent dans la rue en signe de protestation contre la violence de l'extrême droite. Le même soir, 500 autres personnes participent à une manifestation antifa.

### Procès
Le procès révèle que quatre jours avant l'agression d'Adriano, les suspects avaient déjà molesté un autre Africain. Tous les trois appartiennent au milieu d'extrême droite. Ils déclarent aussi que le seul motif de leur acte était la pure « xénophobie ».
Onze semaines après le début du procès, les suspects sont reconnus coupables de meurtre en association et condamnés. Le plus âgé écope de la peine la plus lourde, à savoir la réclusion à perpétuité, tandis que les deux autres, encore mineurs, écopent chacun de neuf ans de réclusion.
Nombreux étaient les médias nationaux et étrangers présents lors du procès.

### Adriano (Letzte Warnung)
Le collectif musical composé exclusivement d'artistes afro-allemands Brothers Keepers (de) enregistre la chanson Adriano (Letzte Warnung) (de) (« Adriano, Le Dernier Avertissement »), dont le contenu entre autres parle de l'assassinat d'Adriano. La chanson est publiée en single le 2 juillet 2001.